# The Best (álbum de Girls' Generation)
The Best es el primer álbum recopilatorio de la banda de chicas surcoreana Girls' Generation. El álbum fue publicado el 23 de julio de 2014 en Japón. Aparte de los éxitos anteriores, el álbum también contiene cuatro nuevas canciones originales «Indestructible», «Divine», «Chain Reaction» y «Show Girls». Este es el último álbum con la exmiembro Jessica.

## Antecedentes y lanzamiento
El 23 de julio, The Best encabezó la lista musical Oricon de Japón, vendiendo más de 37 000 copias. Después de la primera semana, el álbum vendió más de 75 000 copias, superando la lista semanal también. El grupo, como resultado de esto, estableció un nuevo récord para convertirse en el primer grupo femenino no japonés de Asia a tener tres álbumes japoneses (junto con Girls' Generation y Love & Peace) en conseguir el primer puesto en la lista. El álbum pasó dos semanas en el número uno en la lista de Oricon, y vendió más de 175 000 copias al final del año.

## Sencillos promocionales
«Indestructible», fue producido por Claire Rodrigues, Albi Albertsson, Chris Meyer, y escrito por Kamikaoru. Líricamente, la balada pop habla de una relación indestructible entre dos personas, que están enamoradas, que comparten el mismo sentimiento unas con otras, similares a los sentimientos que Girls' Generation sienten entre sí, así como con sus fanáticos. La canción fue presentada por primera vez como un lyric video durante la última parada de Girls' Generation de la tercera gira del grupo en Japón en 2014, entre el 11 y el 13 de julio de 2014. El vídeo musical fue publicado oficialmente el 1 de agosto de 2014.
«Divine» fue producido por Stephan Elfgren, Albi Albertsson, Sean Alexander y escrito por Kamikaoru, Había dos versiones para el vídeo musical. La primera versión, presentada con una historia de fondo, fue publicada el 29 de septiembre de 2014. La segunda versión, con las apariciones de las miembros de Girls' Generation, fue lanzada el 14 de octubre de 2014. Este fue el último vídeo con la miembro Jessica.

### Otras canciones
«Chain Reaction», fue producido por Kesha, E. Kidd Bogart, James Busbee, y Michael Brooks Linney. Fue producido por primera vez para Kesha, pero más tarde fue vendido a Girls' Generation.

## Presentaciones en Directo

### Concierto en el Tokyo Dome
Para conmemorar su cuarto aniversario de debut en Japón, Girls' Generation celebró un concierto titulado "Girls' Generation The Best Live at Tokyo Dome" el 9 de diciembre de 2014. SM Entertainment anunció el 25 de agosto que el grupo celebraría un concierto conmemorativo de su cuarto aniversario de debut en Japón en el Tokyo Dome.  Girls' Generation se convirtió en el segundo grupo de chicas K-pop después de Kara en celebrar un concierto allí. El concierto reunió a un público de 50.000 asistentes. Este es el primer concierto sin la exintegrante Jessica, que abandonó el grupo el 30 de septiembre de 2014. 
Set list
1. "Flower Power"
2. "Motorcycle"
3. "Mr. Taxi" (Japanese Version)
4. "Galaxy Supernova"
5. "Mr.Mr." (Japanese Version)
6. "Karma Butterfly"
7. "The Great Escape"
8. "Animal" / "Hoot" (Japanese Version, Medley)
9. "Run Devil Run" (Japanese Version)
10. "T.O.P" / "The Boys" / "Reflection" (Japanese Version, Medley)
11. "Genie" (Japanese Version)
12. "Bad Girl"
13. "Divine"
14. "Indestructible"
15. "Show Girls"
16. "Paparazzi"
17. "Chain Reaction"
18. "My Oh My"
19. "Kissing You"
20. "Flyers"
21. "Love & Girls"
22. "Blue Jeans"
23. "Gee" (Japanese Version)
24. "Not Alone"
25. "Into the New World" (Ballad Version)

Encore
1. "I Got a Boy"
2. "Do The Catwalk"
3. "All My Love Is for You"

### Lanzamiento en DVD
Girls' Generation "The Best Live" at Tokyo Dome, fue lanzado en DVD y Blu-ray el 1 de abril de 2015. es el undécimo lanzamiento de Girls' Generation. Ambas versiones incluían imágenes en directo y un libro de fotos de 100 páginas.

## Lista de canciones
| The Best ─ Edición estándar |                          |                                                                                               | |                   |          |  |
| N.º                         | Título                   | Letras                                                                                        | Música | Del álbum         | Duración |  |
| 1.                          | «Genie»                  | Kanata Nakamura, Yoo Young Jin                                                                | Fridolin Nordso Schjoldan, Nermin Harambasic, Robin Jensen, Ronny Svendsen, Anne Judith Wik, Yoo Young Ji | Girls' Generation | 3:42     |  |
| 2.                          | «Gee»                    | Kanata Nakamura, E-Tribe                                                                      | E-Tribe                                                                                                   | Girls' Genertaion | 3:21     |  |
| 3.                          | «Run Devil Run»          | Kanata Nakamura, Hong Ji Yu                                                                   | Alex James, Michael Busbee, Kalle Engström                                                                | Girls' Generation | 3:21     |  |
| 4.                          | «Mr. Taxi»               | STY                                                                                           | STY, Scott Mann, Chad Royce, Paolo Prudencio, Allison Veltz                                               | Girls' Generation | 3:33     |  |
| 5.                          | «Bad Girl»               | Hiro                                                                                          | Hiro, Jörgen Elofsson, Jesper Jakobson, Lauren Dyson                                                      | Girls' Generation | 3:44     |  |
| 6.                          | «Time Machine»           | Kanata Nakamura, John Hyunkyu Lee                                                             | Alex James, Lars Halvor Jensen, Martin Michael Larsson                                                    | Girls' Generation |          |  |
| 7.                          | «Paparazzi»              | Yoo Young Jin                                                                                 | DOM, Richard Garcia, Taesung Kim, Teddy Riley                                                             | The Boys          | 3:51     |  |
| 8.                          | «Oh!»                    | Andy Love, Hiro                                                                               | Robert Habolin, Marlene Strand                                                                            | The Boys          | 3:53     |  |
| 9.                          | «All My Love is for You» | Fredrik Thomander, Johan Becker, Junji Ishiwatari                                             | Miles Walker                                                                                              | Girls & Peace     | 3:47     |  |
| 10.                         | «Flower Power»           | Kenzie, Nozomi Maezawa, Kim Jungbae, Kim Younghu                                              | Kenzie | Girls & Peace     | 3:09     |  |
| 11.                         | «Beep Beep»              | Junji Ishiwatari, Sebastian Thott, Didrik Thott, Robin Lerner                                 | Sebastian Thott                                                                                           | Girls & Peace     | 3:43     |  |
| 12.                         | «Love & Girls»           | Johan Gustafson, Fredrik Häggstam, Sebastian Lundberg, Nasa Aprisia Florida, Junji Ishiwatari | Trinity                                                                                                   | Girls & Peace     | 3:18     |  |
| 13.                         | «Galaxy Supernova»       |                                                                                               | Dsign Music                                                                                               | Love & Peace      | 3:21     |  |
| 14.                         | «My Oh My»               | Kamikaoru                                                                                     | Erik Lidbom, Ronny Svendsen, Anne Judith Wik                                                              | Love & Peace      | 3:07     |  |
| 16.                         | «Indestructible»         | Erik Lewander, Ylva Dimberg, Louis Schoorl                                                    | Erik Lewander, Ylva Dimberg, Louis Schoorl                                                                | Love & Peace      | 3:10     |  |
| 17.                         | «Mr. Mr.»                | Kim Hee Jeong, Cho Yoon Kyung                                                                 | |                   | 3:55     |  |
| 18.                         | «Chain Reaction»         |                                                                                               | | TBA               | 3:38     |  |
| 53:13                       |                          |                                                                                               | |                   |          |  |

| Primera Edición Limitada DVD |                                   |          |  |
| N.º                          | Título                            | Duración |  |
| 1.                           | «Genie»                           |          |  |
| 2.                           | «Gee»                             |          |  |
| 3.                           | «Run Devil Run»                   |          |  |
| 4.                           | «Mr. Taxi»                        |          |  |
| 5.                           | «Paparazzi»                       |          |  |
| 6.                           | «Oh!»                             |          |  |
| 7.                           | «Flower Power»                    |          |  |
| 8.                           | «Love & Girls»                    |          |  |
| 9.                           | «Galaxy Supernova»                |          |  |
| 10.                          | «Genie»                           |          |  |
| 11.                          | «Gee»                             |          |  |
| 12.                          | «Mr. Taxi»                        |          |  |
| 13.                          | «Run Devil Run»                   |          |  |
| 14.                          | «Bad Girl»                        |          |  |
| 15.                          | «Time Machine»                    |          |  |
| 16.                          | «Paparazzi»                       |          |  |
| 17.                          | «Oh!»                             |          |  |
| 18.                          | «All My Love is For You»          |          |  |
| 19.                          | «Flower Power»                    |          |  |
| 20.                          | «Love & Girls»                    |          |  |
| 21.                          | «Galaxy Supernova»                |          |  |
| 22.                          | «My oh My»                        |          |  |
| 23.                          | «Girls' Generation The Interview» |          |  |
| 24.                          | «Creación de The Best»            |          |  |

| Edición Limitada Completa |                          |                                                                                               | |                                               |          |  |
| N.º                       | Título                   | Letras                                                                                        | Música | Del álbum                                     | Duración |  |
| 1.                        | «Genie»                  | Kanata Nakamura, Yoo Young Jin                                                                | Fridolin Nordso Schjoldan, Nermin Harambasic, Robin Jensen, Ronny Svendsen, Anne Judith Wik, Yoo Young Ji | Girls' Generation                             | 3:42     |  |
| 2.                        | «Gee»                    | Kanata Nakamura, E-Tribe                                                                      | E-Tribe                                                                                                   | Girls' Genertaion                             | 3:21     |  |
| 3.                        | «Run Devil Run»          | Kanata Nakamura, Hong Ji Yu                                                                   | Alex James, Michael Busbee, Kalle Engström                                                                | Girls' Generation                             | 3:21     |  |
| 4.                        | «Mr. Taxi»               | STY                                                                                           | STY, Scott Mann, Chad Royce, Paolo Prudencio, Allison Veltz                                               | Girls' Generation                             | 3:33     |  |
| 5.                        | «Bad Girl»               | Hiro                                                                                          | Hiro, Jörgen Elofsson, Jesper Jakobson, Lauren Dyson                                                      | Girls' Generation                             | 3:44     |  |
| 6.                        | «Hoot»                   | Kanata Nakamura, John Hyunkyu Lee                                                             | Alex James, Lars Halvor Jensen, Martin Michael Larsson                                                    | Girls' Generation                             |          |  |
| 7.                        | «The Boys»               | Hidenori Tanaka, Nozomi Maezawa                                                               | DOM, Richard Garcia, Taesung Kim, Teddy Riley                                                             | Girls' Generation Re:package Album ~The Boys~ | 3:51     |  |
| 8.                        | «Time Machine»           | Andy Love, Hiro                                                                               | Robert Habolin, Marlene Strand                                                                            | The Boys                                      | 3:53     |  |
| 9.                        | «Papparazi»              | Fredrik Thomander, Johan Becker, Junji Ishiwatari                                             | Miles Walker                                                                                              | Girls & Peace                                 | 3:47     |  |
| 10.                       | «Oh!»                    | Kenzie, Nozomi Maezawa, Kim Jungbae, Kim Younghu                                              | Kenzie | Girls & Peace                                 | 3:09     |  |
| 11.                       | «All My Love Is for You» | Junji Ishiwatari, Sebastian Thott, Didrik Thott, Robin Lerner                                 | Sebastian Thott                                                                                           | Girls & Peace                                 | 3:43     |  |
| 12.                       | «Love & Girls»           | Johan Gustafson, Fredrik Häggstam, Sebastian Lundberg, Nasa Aprisia Florida, Junji Ishiwatari | Flower Power                                                                                              | Girls & Peace                                 | 3:18     |  |
| 13.                       | «Galaxy Supernova»       |                                                                                               | Beep Beep                                                                                                 | Love & Peace                                  | 3:21     |  |
| 14.                       | «Love & Girls»           | Kamikaoru                                                                                     | Erik Lidbom, Ronny Svendsen, Anne Judith Wik                                                              | Love & Peace                                  | 3:07     |  |
| 15.                       | «Galaxy Supernova»       | Kamikaoru, Frederik Nordsø Schjoldan, Fridolin N. Schjoldan, Martin Hedegaard                 | Kamikaoru, Frederik Nordsø Schjoldan, Fridolin N. Schjoldan, Martin Hedegaard                             | Love & Peace                                  | 3:09     |  |
| 16.                       | «My Oh My»               | Erik Lewander, Ylva Dimberg, Louis Schoorl                                                    | Erik Lewander, Ylva Dimberg, Louis Schoorl                                                                | Love & Peace                                  | 3:10     |  |
| 17.                       | «Mr. Mr.»                | Kim Hee Jeong, Cho Yoon Kyung                                                                 | Previamente sin publicar                                                                                  | Previamente sin publicar                      | 3:55     |  |
| 18.                       | «Indestructible»         | Kamikaoru                                                                                     | Claire Rodrigues, Albi Albertsson, Chris Meyer                                                            | Previamente sin publicar                      | 3:39     |  |
| 56:23                     |                          |                                                                                               | |                                               |          |  |

| Edición Limitada Completa Disco 2: Recomendaciones de las miembros (CD) |                      |                                                            |                     |          |  |
| N.º                                                                     | Título               | Letras                                                     | Del álbum           | Duración |  |
| 1.                                                                      | «The Great Escape»   | STY                                                        | Girls' Generation   | 3:49     |  |
| 2.                                                                      | «Blue Jeans»         | Obie Mhondera, Tim Hawes, Katerina Bramley, Tom Diekmeier  | Love & Peace        | 3:28     |  |
| 3.                                                                      | «Flyers»             | Steven Lee, Sebastian Thott, Didrik Thott                  | Love & Peace        | 4:03     |  |
| 4.                                                                      | «Not Alone»          | Erik Nyholm, Patrick Hamilton                              | Girls & Peace       | 3:31     |  |
| 5.                                                                      | «Karma Butterfly»    | Grace Tither, Christian Vinten                             | Love & Peace        | 3:12     |  |
| 6.                                                                      | «Stay Girls»         | Sebastian Thott, Andreas Öberg, Melanie Fontana, Kenn Kato | Girls & Peace       | 3:20     |  |
| 7.                                                                      | «Let It Rain»        | Hiro                                                       | Girls' Generation   | 3:40     |  |
| 8.                                                                      | «Born to Be a Lady»  | Kanata Nakamura                                            | Girls' Generation   | 3:56     |  |
| 9.                                                                      | «Beautiful Stranger» | Hiro                                                       | Girls' Generation   | 2:42     |  |
| 10.                                                                     | «Into the New World» | Kim Jeong Bae                                              | Baby Baby           | 4:25     |  |
| 11.                                                                     | «Kissing You»        | Lee Jae Myung                                              | Baby Baby           | 3:18     |  |
| 12.                                                                     | «Gee»                | E-Tribe                                                    | Gee                 | 3:20     |  |
| 13.                                                                     | «Mr. Taxi»           | STY                                                        | The Boys / Mr. Taxi | 3:32     |  |
| 14.                                                                     | «Dancing Queen»      | Yoon Hyo Sang, Jessica Jung, Tiffany Hwang                 | I Got a Boy         | 3:35     |  |
| 15.                                                                     | «I Got a Boy»        | Yoo Young Jin                                              | I Got a Boy         | 4:31     |  |
| 51:42                                                                   |                      |                                                            |                     |          |  |

| Complete Limited Edition (Blu-ray) |                                                                            |          |  |
| N.º                                | Título                                                                     | Duración |  |
| 1.                                 | «Genie» (Japanese version)                                                 |          |  |
| 2.                                 | «Genie» (Japanese dance version)                                           |          |  |
| 3.                                 | «Gee» (Japanese version)                                                   |          |  |
| 4.                                 | «Gee» (Japanese dance version)                                             |          |  |
| 5.                                 | «Run Devil Run» (Japanese version)                                         |          |  |
| 6.                                 | «Run Devil Run» (Japanese dance version)                                   |          |  |
| 7.                                 | «Mr. Taxi»                                                                 |          |  |
| 8.                                 | «Mr. Taxi» (Dance version)                                                 |          |  |
| 9.                                 | «Bad Girl»                                                                 |          |  |
| 10.                                | «Time Machine»                                                             |          |  |
| 11.                                | «Paparazzi»                                                                |          |  |
| 12.                                | «Paparazzi» (dance edit gold version)                                      |          |  |
| 13.                                | «Oh!» (Japanese version)                                                   |          |  |
| 14.                                | «Oh!» (Japanese dance version)                                             |          |  |
| 15.                                | «All My Love is For You»                                                   |          |  |
| 16.                                | «Flower Power»                                                             |          |  |
| 17.                                | «Flower Power» (dance version)                                             |          |  |
| 18.                                | «Beep Beep»                                                                |          |  |
| 19.                                | «Love & Girls»                                                             |          |  |
| 20.                                | «Love & Girls» (dance version)                                             |          |  |
| 21.                                | «Galaxy Supernova»                                                         |          |  |
| 22.                                | «Galaxy Supernova» (dance version)                                         |          |  |
| 23.                                | «My oh My»                                                                 |          |  |
| 24.                                | «Into The New World»                                                       |          |  |
| 25.                                | «少女時代»                                                                 |          |  |
| 26.                                | «Kissing You»                                                              |          |  |
| 27.                                | «Gee» (Korean version)                                                     |          |  |
| 28.                                | «Genie» (Korean version)                                                   |          |  |
| 29.                                | «Oh!» (Korean version)                                                     |          |  |
| 30.                                | «Run Devil Run» (Korean version)                                           |          |  |
| 31.                                | «Run Devil Run» (Korean story version)                                     |          |  |
| 32.                                | «Hoot»                                                                     |          |  |
| 33.                                | «Hoot» (dance version)                                                     |          |  |
| 34.                                | «The Boys»                                                                 |          |  |
| 35.                                | «The Boys» (English version)                                               |          |  |
| 36.                                | «I Got a Boy»                                                              |          |  |
| 37.                                | «Mr. Mr.»                                                                  |          |  |
| 38.                                | «Everyday Love» (From Free Live "LOVE&PEACE" in Yokohama-Arena 2013.12.14) |          |  |
| 39.                                | «Mr. Taxi» (Split Screen version)                                          |          |  |
| 40.                                | «Girls' Generation The Interview»                                          |          |  |
| 41.                                | «Making of The Best» (studio)                                              |          |  |
| 42.                                | «Girls' Generation Live History 2010-2014»                                 |          |  |

| Edición Famima (solo CD) |                                    |          |  |
| N.º                      | Título                             | Duración |  |
| 1.                       | «Genie»                            | 3:42     |  |
| 2.                       | «Gee» (Versión japonesa)           | 3:21     |  |
| 3.                       | «Run Devil Run» (Versión japonesa) | 3:21     |  |
| 4.                       | «Mr. Taxi»                         | 3:33     |  |
| 5.                       | «Paparazzi»                        | 3:47     |  |
| 6.                       | «Oh!» (Versión japonesa)           | 3:09     |  |
| 7.                       | «Flower Power»                     | 3:18     |  |
| 8.                       | «Love & Girls»                     | 3:07     |  |
| 9.                       | «Galaxy Supernova»                 | 3:09     |  |
| 10.                      | «Chain Reaction»                   | 3:06     |  |
| 32:13                    |                                    |          |  |

| The Best ~Nueva Edición~ (Edición estándar) Solo CD |                            |          |  |
| N.º                                                 | Título                     | Duración |  |
| 1.                                                  | «Genie» (Versión japonesa) | 3:42     |  |
| 2.                                                  | «Gee» (Versión japonesa)   | 3:21     |  |
| 3.                                                  | «Mr. Taxi»                 | 3:33     |  |
| 4.                                                  | «Paparazzi»                | 3:47     |  |
| 5.                                                  | «Oh!» (Versión japonesa)   | 3:09     |  |
| 6.                                                  | «Flower Power»             | 3:18     |  |
| 7.                                                  | «Love & Girls»             | 3:07     |  |
| 9.                                                  | «Indestructible»           | 3:39     |  |
| 10.                                                 | «Divine»                   | 4:09     |  |
| 30:25                                               |                            |          |  |

| The Best ~Nueva Edición~ Edición Limitada CD |                                    |          |  |
| N.º                                          | Título                             | Duración |  |
| 1.                                           | «Genie» (Versión japonesa)         | 3:42     |  |
| 2.                                           | «Gee» (Versión japonesa)           | 3:21     |  |
| 3.                                           | «Mr. Taxi»                         | 3:33     |  |
| 4.                                           | «Oh!» (Versión japonesa)           | 3:09     |  |
| 5.                                           | «Run Devil Run» (Versión japonesa) | 3:21     |  |
| 6.                                           | «Hoot» (Versión japonesa)          | 3:17     |  |
| 7.                                           | «The Boys» (Versión japonesa)      | 3:51     |  |
| 9.                                           | «Flower Power»                     | 3:18     |  |
| 10.                                          | «Love & Girls»                     | 3:07     |  |
| 11.                                          | «Galaxy Supernova»                 | 3:09     |  |
| 12.                                          | «Mr. Mr» (Versión japonesa)        | 3:55     |  |
| 13.                                          | «Chain Reaction»                   | 3:06     |  |
| 14.                                          | «Indestructible»                   | 3:39     |  |
| 15.                                          | «Divine»                           | 4:09     |  |
| 16.                                          | «Show Girls»                       | 4:09     |  |
| 50:46                                        |                                    |          |  |

| The Best ~Nueva Edición~ Edición Limitada DVD |                                                |          |  |
| N.º                                           | Título                                         | Duración |  |
| 1.                                            | «Divine» (Vídeo musical)                       |          |  |
| 2.                                            | «Indestructible» (Lyrics video)                |          |  |
| 3.                                            | «Divine» (Detrás de escenas del vídeo musical) |          |  |
| 4.                                            | «Tomas de Fotografías»                         |          |  |

## Ventas y certificaciones
| Lista (2014)      | Mejor posición |
| ----------------- | -------------- |
| Japón (Oricon)    | 1              |
| Japón (Billboard) | 1              |
| Taiwán (G-Music)  | 1              |

| Lista (2015)     | Mejor posición |
| ---------------- | -------------- |
| Taiwán (G-Music) | 4              |

| Lista (2014)                    | Posición |
| ------------------------------- | -------- |
| Japanese Albums (Oricon)        | 22       |
| Japanese Top Albums (Billboard) | 29       |

| Lista (2015)     | Posición |
| ---------------- | -------- |
| Taiwan (G-Music) | 9        |

### Certificaciones
| País         | Certificaciones |
| ------------ | --------------- |
| Japón (RIAJ) | Oro             |